# Сербия на зимних Олимпийских играх 2010

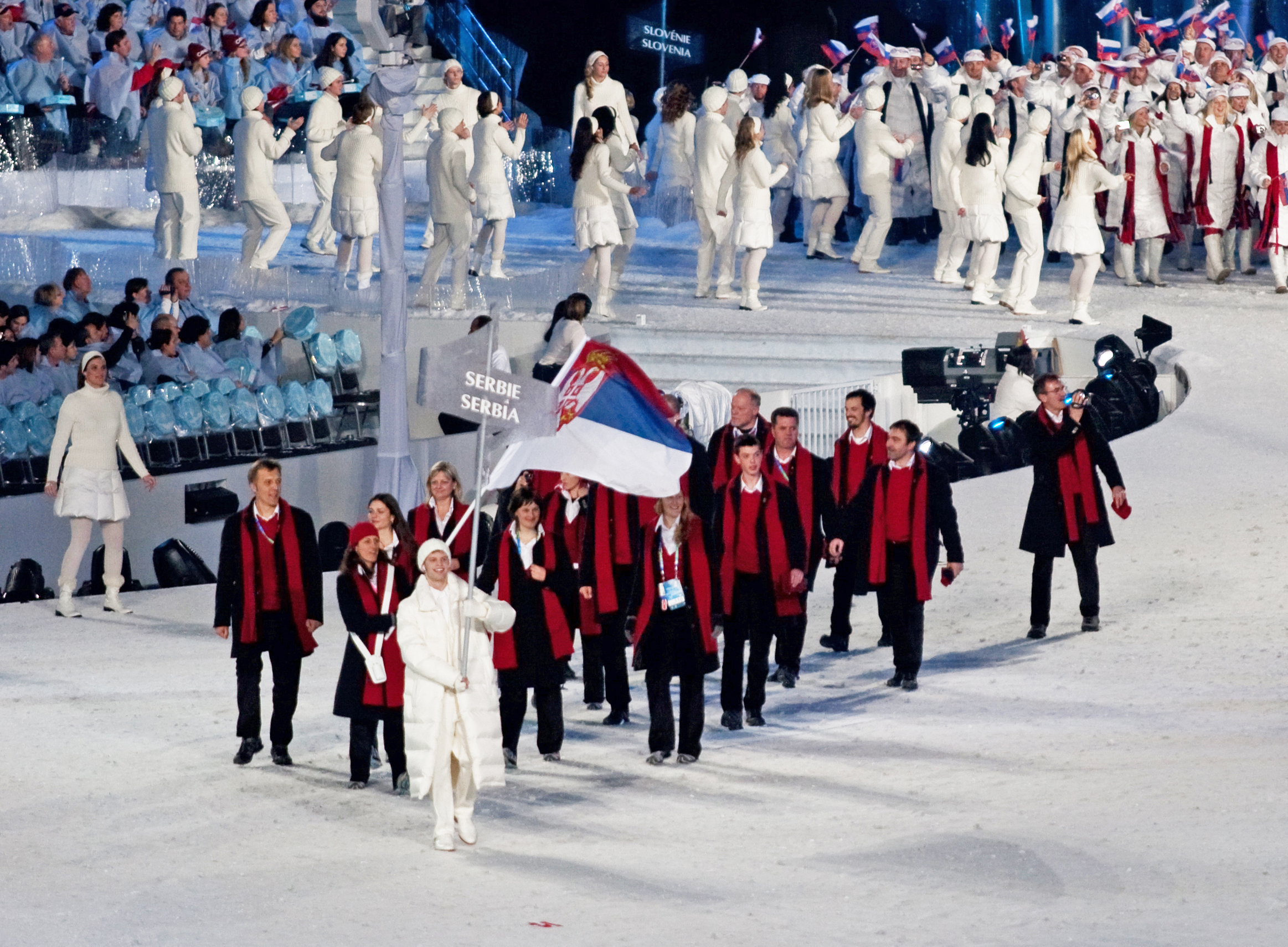
Сборная Сербии на церемонии открытия Олимпийских игр

Сербия на зимних Олимпийских играх 2010 была представлена 10 спортсменами в трёх видах спорта. Страна впервые участвовала в зимних Олимпийских играх.

## Спортсмены
В зимних Олимпийских играх в Ванкувере участвовали 10 сербских спортсменов:
| №  | Спортсмен         | Вид спорта        | Дата рождения    | Место рождения | Участие |
| -- | ----------------- | ----------------- | ---------------- | -------------- | ------- |
| 1  | Амар Гарибович    | Лыжные гонки      | 7 сентября 1991  | Сьеница        | 1       |
| 2  | Невена Игнятович  | Горнолыжный спорт | 28 декабря 1990  | Крагуевац      | 1       |
| 3  | Елена Лолович     | Горнолыжный спорт | 14 июля 1981     | Сараево        | 3       |
| 4  | Слободан Матиевич | Бобслей           | 14 марта 1988    | Риека          | 1       |
| 5  | Миланко Петрович  | Биатлон           | 21 сентября 1988 | Сьеница        | 1       |
| 6  | Вук Радженович    | Бобслей           | 7 июня 1983      | Ключ           | 1       |
| 7  | Милош Савич       | Бобслей           | 1 марта 1987     | Крагуевац      | 1       |
| 8  | Мария Трмчич      | Горнолыжный спорт | 20 октября 1986  | Ужице          | 2       |
| 9  | Игорь Шарчевич    | Бобслей           | 25 августа 1984  | Нови-Сад       | 1       |
| 10 | Белма Шмркович    | Лыжные гонки      | 14 августа 1990  | Сьеница        | 1       |

## График выступлений
Сербские спортсмены, кроме церемонии открытия и закрытия Олимпиады, выступали в семи днях соревнований:
| Дата, день недели       | Время начала | Соревнование                                       | Спортсмены                                                     |
| ----------------------- | ------------ | -------------------------------------------------- | -------------------------------------------------------------- |
| 14 февраля, воскресенье | 11:15        | Биатлон, спринт, 10 км, мужчины                    | Миланко Петрович                                               |
| 15 февраля, понедельник | 10:00        | Лыжные гонки, индивидуальная гонка, 10 км, женщины | Белма Шмркович                                                 |
| 15 февраля, понедельник | 12:30        | Лыжные гонки, индивидуальная гонка, 15 км, мужчины | Амар Гарибович                                                 |
| 18 февраля, четверг     | 13:00        | Биатлон, индивидуальная гонка, 20 км, мужчины      | Миланко Петрович                                               |
| 20 февраля, суббота     | 10:00        | Горнолыжный спорт, супергигант, женщины            | Елена Лолович, Невена Игнятович                                |
| 24 февраля, среда       | 10:00        | Горнолыжный спорт, слалом-гигант, женщины          | Елена Лолович, Невена Игнятович                                |
| 24 февраля, среда       | 13:15        | Горнолыжный спорт, слалом-гигант, женщины          | Елена Лолович, Невена Игнятович                                |
| 26 февраля, пятница     | 10:00        | Горнолыжный спорт, слалом, женщины                 | Елена Лолович, Невена Игнятович, Мария Трмчич                  |
| 26 февраля, пятница     | 13:30        | Горнолыжный спорт, слалом, женщины                 | Елена Лолович, Невена Игнятович, Мария Трмчич                  |
| 26 февраля, пятница     | 13:00        | Бобслей, четвёрки, мужчины                         | Вук Радженович, Игорь Шарчевич, Милош Савич, Слободан Матиевич |
| 27 февраля, суббота     | 13:00        | Бобслей, четвёрки, мужчины                         | Вук Радженович, Игорь Шарчевич, Милош Савич, Слободан Матиевич |

## Результаты соревнований

### Биатлон
Участвовал один спортсмен в двух дисциплинах.
| Спортсмен        | Дисциплины                     | Результаты          | Результаты          | Результаты                    |
| Спортсмен        | Дисциплины                     | Время               | Стрельба            | Итог                          |
| ---------------- | ------------------------------ | ------------------- | ------------------- | ----------------------------- |
| Миланко Петрович | Спринт (мужчины)               | 28:38,9 (+4:31,1)   | 1+3=4               | 81 место (из 88 стартовавших) |
| Миланко Петрович | Индивидуальная гонка (мужчины) | 59:44,0 (+11:21,5)  | 2+1+2+2=7           | 87 место (из 88 стартовавших) |
| Миланко Петрович | Гонка преследования (мужчины)  | не квалифицировался | не квалифицировался | не квалифицировался           |

### Бобслей
Участвовали 4 спортсмена в одной дисциплине.
| Дисциплина         | Спортсмены        | Позиция     | Результаты    | Результаты | Результаты    | Результаты | Результаты    | Результаты | Результаты    | Результаты | Результаты      | Результаты |
| Дисциплина         | Спортсмены        | Позиция     | 1 заезд       | 1 заезд    | 2 заезд       | 2 заезд    | 3 заезд       | 3 заезд    | 4 заезд       | 4 заезд    | Итог            | Итог       |
| Дисциплина         | Спортсмены        | Позиция     | Время         | Место      | Время         | Место      | Время         | Место      | Время         | Место      | Сумма времени   | Место      |
| ------------------ | ----------------- | ----------- | ------------- | ---------- | ------------- | ---------- | ------------- | ---------- | ------------- | ---------- | --------------- | ---------- |
| Четвёрки (мужчины) | Вук Радженович    | Пилот       | 52,37 (+1,48) | 20 (из 25) | 52,40 (+1,54) | 17 (из 22) | 52,84 (+1,65) | 19 (из 21) | 52,74 (+1,38) | 18 (из 20) | 3:30,35 (+5,89) | 18 (из 20) |
| Четвёрки (мужчины) | Слободан Матиевич | Разгоняющие | 52,37 (+1,48) | 20 (из 25) | 52,40 (+1,54) | 17 (из 22) | 52,84 (+1,65) | 19 (из 21) | 52,74 (+1,38) | 18 (из 20) | 3:30,35 (+5,89) | 18 (из 20) |
| Четвёрки (мужчины) | Игор Шарчевич     | Разгоняющие | 52,37 (+1,48) | 20 (из 25) | 52,40 (+1,54) | 17 (из 22) | 52,84 (+1,65) | 19 (из 21) | 52,74 (+1,38) | 18 (из 20) | 3:30,35 (+5,89) | 18 (из 20) |
| Четвёрки (мужчины) | Милош Савич       | Разгоняющие | 52,37 (+1,48) | 20 (из 25) | 52,40 (+1,54) | 17 (из 22) | 52,84 (+1,65) | 19 (из 21) | 52,74 (+1,38) | 18 (из 20) | 3:30,35 (+5,89) | 18 (из 20) |

### Лыжные виды спорта

#### Горнолыжный спорт
Участвовали 3 спортсменки в трёх дисциплинах.
| Дисциплина            | Спортсмены       | Результаты      | Результаты                      |
| Дисциплина            | Спортсмены       | Время           | Итог                            |
| --------------------- | ---------------- | --------------- | ------------------------------- |
| Супергигант (женщины) | Елена Лолович    | 1:26,67 (+6,53) | 30 место (из 38 финишировавших) |
| Супергигант (женщины) | Невена Игнятович | не финишировала | выбыла из участия               |

| Дисциплина                  | Спортсмены       | Результаты      | Результаты | Результаты      | Результаты | Результаты       | Результаты |
| Дисциплина                  | Спортсмены       | 1 спуск         | 1 спуск    | 2 спуск         | 2 спуск    | Итог             | Итог       |
| Дисциплина                  | Спортсмены       | Время           | Место      | Время           | Место      | Сумма времени    | Место      |
| --------------------------- | ---------------- | --------------- | ---------- | --------------- | ---------- | ---------------- | ---------- |
| Гигантский слалом (женщины) | Елена Лолович    | 1:20,03 (+4,91) | 39 (из 68) | 1:14,51 (+3,36) | 32 (из 60) | 2:34,54 (+7,43)  | 33 (из 60) |
| Гигантский слалом (женщины) | Невена Игнятович | 1:20,04 (+4,92) | 40 (из 68) | 1:17,47 (+6,32) | 39 (из 60) | 2:37,51 (+10,40) | 39 (из 60) |

| Дисциплина       | Спортсмены       | Результаты       | Результаты        | Результаты        | Результаты        | Результаты        | Результаты        |
| Дисциплина       | Спортсмены       | 1 спуск          | 1 спуск           | 2 спуск           | 2 спуск           | Итог              | Итог              |
| Дисциплина       | Спортсмены       | Время            | Место             | Время             | Место             | Сумма времени     | Место             |
| ---------------- | ---------------- | ---------------- | ----------------- | ----------------- | ----------------- | ----------------- | ----------------- |
| Слалом (женщины) | Невена Игнятович | 55,27 (+4,52)    | 41 (из 70)        | 55,21 (+3,29)     | 33 (из 55)        | 1:50,48 (+7,59)   | 32 (из 55)        |
| Слалом (женщины) | Елена Лолович    | 1:05,67 (+14,92) | 67 (из 70)        | не стартовала     | выбыла из участия | выбыла из участия | выбыла из участия |
| Слалом (женщины) | Мария Трмчич     | не финишировала  | выбыла из участия | выбыла из участия | выбыла из участия | выбыла из участия | выбыла из участия |

#### Лыжные гонки
Участвовали два спортсмена в двух дисциплинах.
| Дисциплины                       | Спортсмены     | Результаты         | Результаты                    |
| Дисциплины                       | Спортсмены     | Время              | Итог                          |
| -------------------------------- | -------------- | ------------------ | ----------------------------- |
| 10 км свободным стилем (женщины) | Белма Шмркович | 35:47,4 (+10:49,0) | 77 место (из 78 стартовавших) |
| 15 км свободным стилем (мужчины) | Амар Гарибович | 40:12,0 (+6:35,7)  | 80 место (из 95 стартовавших) |

## После соревнований
28 февраля — после завершения выступления всех сербских олимпийцев по приглашению Президента Олимпийского комитета Сербии  Владе Диваца в ресторане Олимпийской деревни состоялся ужин с участием всех членов команды, спортсменов, тренеров и руководства миссии. На ужине также было объявлено, что в связи отъездом Елены Лолович из Ванкувера до окончания Олимпийских игр, флаг на закрытии будет нести бобслеист Вук Радженович.